# 玻里尼西亞語
玻里尼西亞語是玻里尼西亞地區使用的一群彼此相似的語言，在系屬上可構成一個語群。地理分布上，除了玻里尼西亞外，也見於密克羅尼西亞中南部、東南索羅門群島西北側小島及萬納杜零星區域。語言系屬上，可將玻里尼西亞諸語歸入南島語系下的大洋洲語族。
目前約有四十多種玻里尼西亞語。其中較廣為人知的有大溪地語、薩摩亞語、東加語、毛利語和夏威夷語等。由於玻里尼西亞先民遷移至玻里尼西亞諸島的時間較晚近，而內部語言分化約於兩千年前發生，因此玻里尼西亞諸語之間仍維持極高的共通性。各地的玻里尼西亞語中仍可發現許多同源詞。

## 系屬分類
玻里尼西亞語分為兩大支，東加語支和核心玻里尼西亞語。東加語和紐埃語構成東加語支；而其他所有玻里尼西亞語則屬於核心玻里尼西亞語。
- 東加語支
  - 東加語
  - 紐阿福歐語（分布於東加紐阿福歐島）
  - 紐埃語

- 核心玻里尼西亞語語鏈（linkage）
  - 富圖納語支
    - 瓦利斯語，或稱東烏韋阿語（法屬瓦利斯島）
    - 富圖納語（法屬富圖納島）
    - 普卡普卡語（北庫克群島普卡普卡島）
    - 拉納爾語（索羅門群島貝羅那島及拉納爾島）
    - 蒂蔻皮亞語（索羅門群島蒂蔻皮亞島）
    - 西烏韋阿語（新喀里多尼亞烏韋阿島）
    - 富圖納-阿尼瓦語（萬那杜富圖納島及阿尼瓦島）
    - 梅勒-菲拉語（萬那杜梅勒島）
    - 埃馬埃語（萬那杜埃馬埃島）
    - 阿努塔語（萬那杜阿努塔島（英语：Anuta））

  - 埃利斯群島語
    - 薩摩亞語支
      - 薩摩亞語
      - 托克勞語

    - 埃利斯群島及域外
      - 吐瓦魯語
      - 努庫奧羅語（密克羅尼西亞聯邦努庫奧羅環礁）
      - 卡平阿馬朗伊語（密克羅尼西亞聯邦卡平阿馬朗伊環礁）
      - 努古里亞語（東巴布亞紐幾內亞努古里亞群島）
      - 塔庫烏語（東巴布亞紐幾內亞塔庫烏島）
      - 努庫馬努語（東巴布亞紐幾內亞努庫馬努島）
      - 翁通爪哇語（或稱盧安吉瓦語，索羅門群島翁通爪哇環礁）
      - 斯凱亞納語（索羅門群島斯凱亞納環礁）
      - 皮列尼語（索羅門群島里夫群島）

    - 東玻里尼西亞語
      - 拉帕努伊語（復活節島）
      - 中東玻里尼西亞語／塔希提語支
        - 馬克薩斯–曼加雷瓦語
          - 馬克薩斯語（法屬玻里尼西亞馬克薩斯群島）
          - 曼加雷瓦語（法屬玻里尼西亞甘比爾群島）

        - 夏威夷語（美國夏威夷）
        - 大溪地語（法屬玻里尼西亞社會群島）
        - 南方群島語（法屬玻里尼西亞南方群島）
        - 拉帕語（法屬玻里尼西亞拉帕島）
        - 土阿莫土語（法屬玻里尼西亞土阿莫土群島）
        - 库克群岛毛利语（庫克群島毛利人）
        - 拉卡漢格斯-曼尼希基語（北庫克群島拉卡漢格斯島及曼尼希基島）
        - 彭林語（或稱東加雷瓦語，北庫克群島）
        - 毛利–莫里奧里語
          - 毛利語（紐西蘭）
          - 莫里奧里語 （紐西蘭查塔姆島）†

### 內部對應關係
由於玻里尼西亞語分化時間相對較晚，許多語言間的詞彙仍保有一定的相似度。下表列出幾個詞彙，如「天空」、「北風」、「女人」、「房子」、「父母」，在各個語言的對應形式，如東加語、紐埃語、薩摩亞語、希卡雅那語、塔庫烏語、拉帕努伊語、大溪地語、庫克群島毛利語、紐西蘭毛利語、北馬克薩斯語、南馬克薩斯語、夏威夷語及曼加雷瓦語，以茲比較：
|      | 東加語    | 紐埃語    | 薩亞語    | 希卡雅那語 | 塔庫烏語  | 拉帕努伊語 | 大溪地語  | 庫克群島毛利語 | 毛利語    | 北馬克薩斯語 | 南馬克薩斯語 | 夏威夷語  | 曼加雷瓦語 |
| ---- | --------- | --------- | --------- | ---------- | --------- | ---------- | --------- | -------------- | --------- | ------------ | ------------ | --------- | ---------- |
| 天空 | /laŋi/    | /laŋi/    | /laŋi/    | /lani/     | /ɾani/    | /ɾaŋi/     | /ɾaʔi/    | /ɾaŋi/         | /ɾaŋi/    | /ʔaki/       | /ʔani/       | /lani/    | /ɾaŋi/     |
| 北風 | /tokelau/ | /tokelau/ | /toʔelau/ | /tokelau/  | /tokoɾau/ | /tokeɾau/  | /toʔeɾau/ | /tokeɾau/      | /tokeɾau/ | /tokoʔau/    | /tokoʔau/    | /koʔolau/ | /tokeɾau/  |
| 女人 | /fefine/  | /fifine/  | /fafine/  | /hahine/   | /ffine/   |            | /vahine/  | /vaʔine/       | /wahine/  | /vehine/     | /vehine/     | /wahine/  | /veine/    |
| 房子 | /fale/    | /fale/    | /fale/    | /hale/     | /faɾe/    | /haɾe/     | /faɾe/    | /ʔaɾe/         | /ɸaɾe/    | /haʔe/       | /haʔe/       | /hale/    | /faɾe/     |
| 父母 | /maːtuʔa/ | /motua/   | /matua/   |            | /maatua/  | /matuʔa/   | /metua/   | /metua/        | /matua/   | /motua/      | /motua/      | /makua/   | /matua/    |

從上表中，可以發現一些玻里尼西亞語的對應規律。 例如，毛利語的 /k/, /ɾ/, /t/ 和 /ŋ/ 對應到夏威夷語的 /ʔ/, /l/, /k/ 和 /n/ 。 因此，像是毛利語的「人」tangata 對應到夏威夷語的 kanaka，毛利語的「長」roa 對應到夏威夷語的 loa。夏威夷語廣為人知的問侯語 aloha  與毛利語的 aroha 「愛」相對。 同樣的，卡瓦醉椒（英語 kava，借自東加語）對應到夏威夷語的 ʻawa。

## 腳註
1. ↑  Hammarström, Harald; Forkel, Robert; Haspelmath, Martin; Bank, Sebastian (编). . . Jena: Max Planck Institute for the Science of Human History. 2016.
2. ↑  In terms of numbers of languages, the 38 members of the Polynesian branch represent 7 percent of the 522 Oceanic languages, and 3 percent of the Austronesian family (source: Glottolog).
3. ↑  Lynch, John; Malcolm Ross; Terry Crowley. . Richmond, Surrey: Curzon. 2002. ISBN 978-0-7007-1128-4. OCLC 48929366.

## 延伸閱讀
- Edward Tregear. . Lyon and Blair. 1891: 675  [2011-07-21]. （原始内容存档于2013-06-02）.

- Edward Tregear. . Lyon and Blair. 1891. 在archive.org.

- Edward Tregear. . Whitcombe & Tombs Limited. 1895: 76  [2011-07-21]. （原始内容存档于2013-06-02）.